# Proteuxoa asbolaea
Proteuxoa asbolaea är en fjärilsart som beskrevs av Turner 1931. Proteuxoa asbolaea ingår i släktet Proteuxoa och familjen nattflyn. Inga underarter finns listade i Catalogue of Life.